# Liste der ehemaligen jüdischen Schulen in Ostfriesland

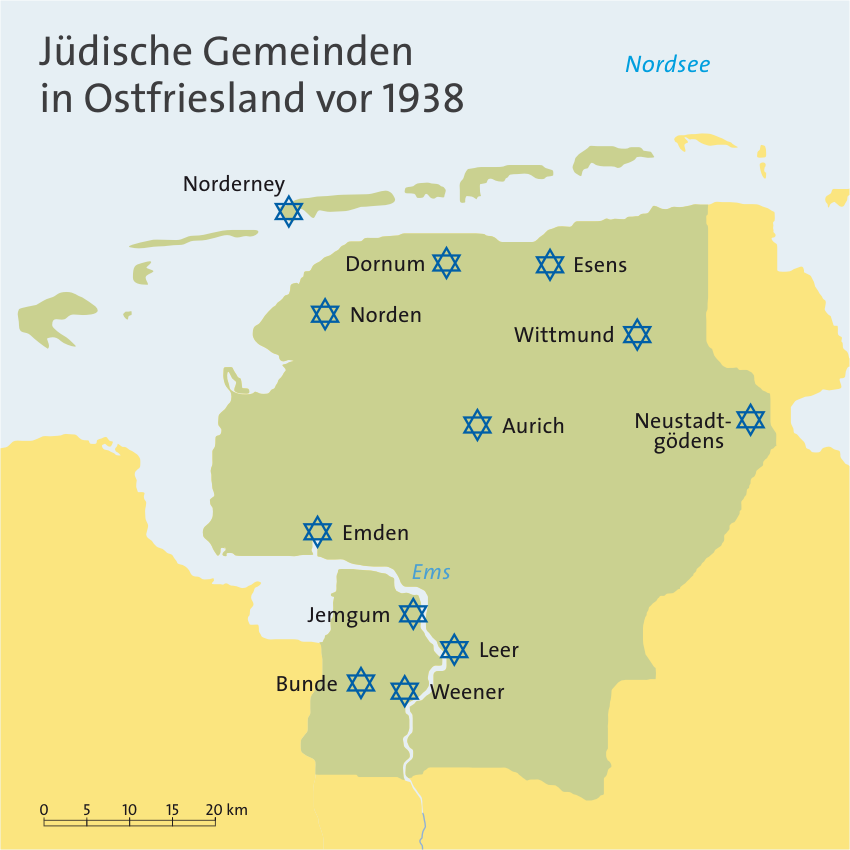
Orte mit jüdischen Gemeinden in Ostfriesland vor 1938

Die Liste der ehemaligen jüdischen Schulen in Ostfriesland nennt nicht mehr genutzte oder zerstörte Schulen in der Region im Nordwesten Niedersachsens. Die erste jüdische Elementarschule Ostfrieslands eröffnete die jüdische Gemeinde in Leer 1803 auf Empfehlung der Kriegs- und Domänenkammer in Aurich. Bis 1940 gab es dort bis zu elf jüdische  Elementarschulen, deren Betrieb aufgrund schwankender Schülerzahlen nicht immer aufrechterhalten werden konnte. Gab es zu wenig Schüler, wurden manche Schulen aufgegeben, andere zu Religionsschulen umgewidmet. Elementarunterricht erhielten die jüdischen Schüler dann an den  öffentlichen  Schulen. Dieser Trend verstärkte sich im 19. Jahrhundert. Zu dieser Zeit sandten liberal gesinnte jüdische Bürger, denen eine gute Bildung ihres Nachwuchses wichtig war, auf weiterführende Schulen in den Städten.
Während des Ersten Weltkrieges übernahm der jüdische Lehrer Lasser Abt wegen Lehrermangels den Unterricht an der staatlichen Volksschule in Leer. In dieser Zeit blieb  die  jüdische  Schule  Leer  geschlossen.  In  Neustadtgödens  unterrichtete  ein  katholischer Geistlicher die jüdischen Schüler, da ihr Lehrer Kriegsdienst leistete. Der Religionsunterricht wurde allerdings grundsätzlich von einem jüdischen Religionslehrer erteilt.
Nach der Machtübernahme der Nationalsozialisten im Jahre 1933 hatten die Juden in Ostfriesland unter Repressionen staatlicher Organe zu leiden. Auch die Schüler an deutschen weiterführende Schulen waren innerhalb ihrer Klassen der Isolierung und Diskriminierung ausgesetzt und wurden mit der Verkündung der Nürnberger Rassegesetze 1935 von den Schulen verwiesen. Die jüdischen Schulen in Ostfriesland wurden rechtlich zu Privatschulen, die ab 1937 der Reichsvereinigung der deutschen Juden. Sie erließ für die Israelitischen Schulen einen Lehrplan, der auch die Vorbereitung auf die Auswanderung, insbesondere nach Palästina, enthielt. In der Folgezeit schrumpften die Schülerzahlen durch Abwanderung. Bis 1940 schlossen die Nationalsozialisten die letzten jüdischen Schulen Ostfrieslands.
Die Schulgebäude sind größtenteils erhalten. Im ehemaligen jüdischen Gemeindehaus mit Schule in Esens, dem August-Gottschalk-Haus, ist heute eine Dauerausstellung zur neueren Geschichte der ostfriesischen Juden zu sehen. In Leer eröffnete im Jahre 2013 die Ehemalige Jüdische Schule als Kultur- und Gedenkstätte.

## Liste
Die folgende Liste führt die heute anderweitig genutzten Gebäude ehemaliger Schulen in Ostfriesland auf.
| Schule                                | Ort            | Bild | Gemeinde                         | Errichtung      | Bemerkungen |
| ------------------------------------- | -------------- | ---- | -------------------------------- | --------------- | --- |
| Jüdische Schule Aurich                | Aurich         |      | Jüdische Gemeinde Aurich         | nach 1900       | |
| Jüdische Schule Bunde                 | Bunde          |      | Jüdische Gemeinde Bunde          | 1883            | zunächst im Synagogengebäude, seit 1883 in einem damals neben der Synagoge erbauten jüdischen Schulhaus mit Lehrerwohnung. |
| Jüdische Schule Dornum                | Dornum         |      | Jüdische Gemeinde Dornum         |                 | von 1882 bis 1922 genutzt                                                                                                  |
| Jüdische Schule Emden                 | Emden          |      | Jüdische Gemeinde Emden          | Um 1836         | Ab 1756 in den Akten des Staatsarchivs nachweisbar                                                                         |
| Jüdische Schule Esens                 | Esens          |      | Jüdische Gemeinde Esens          | Um 1819         | Bis 1927 genutzt |
| Jüdische Schule Jemgum                | Jemgum         |      | Jüdische Gemeinde Jemgum         | um 1846 erwähnt | |
| Jüdische Schule Leer                  | Leer           |      | Jüdische Gemeinde Leer           | Um 1840/50      | Von 1803 bis 1940 genutzt.                                                                                                 |
| Jüdische Schule Neustadtgödens        | Neustadtgödens |      | Jüdische Gemeinde Neustadtgödens | 1852            | Von 1878 bis 1922 genutzt                                                                                                  |
| Jüdische Schule Norden (Ostfriesland) | Norden         |      | Jüdische Gemeinde Norden         | 1871            | |
| Jüdische Schule Weener                | Weener         |      | Jüdische Gemeinde Weener         | 1828/29         | |
| Jüdische Schule Wittmund              | Wittmund       |      | Jüdische Gemeinde Wittmund       | 1911            | |